# Torpeda Tp 42
Tp 42 – szwedzka torpeda elektryczna wprowadzona do uzbrojenia w połowie lat 70.

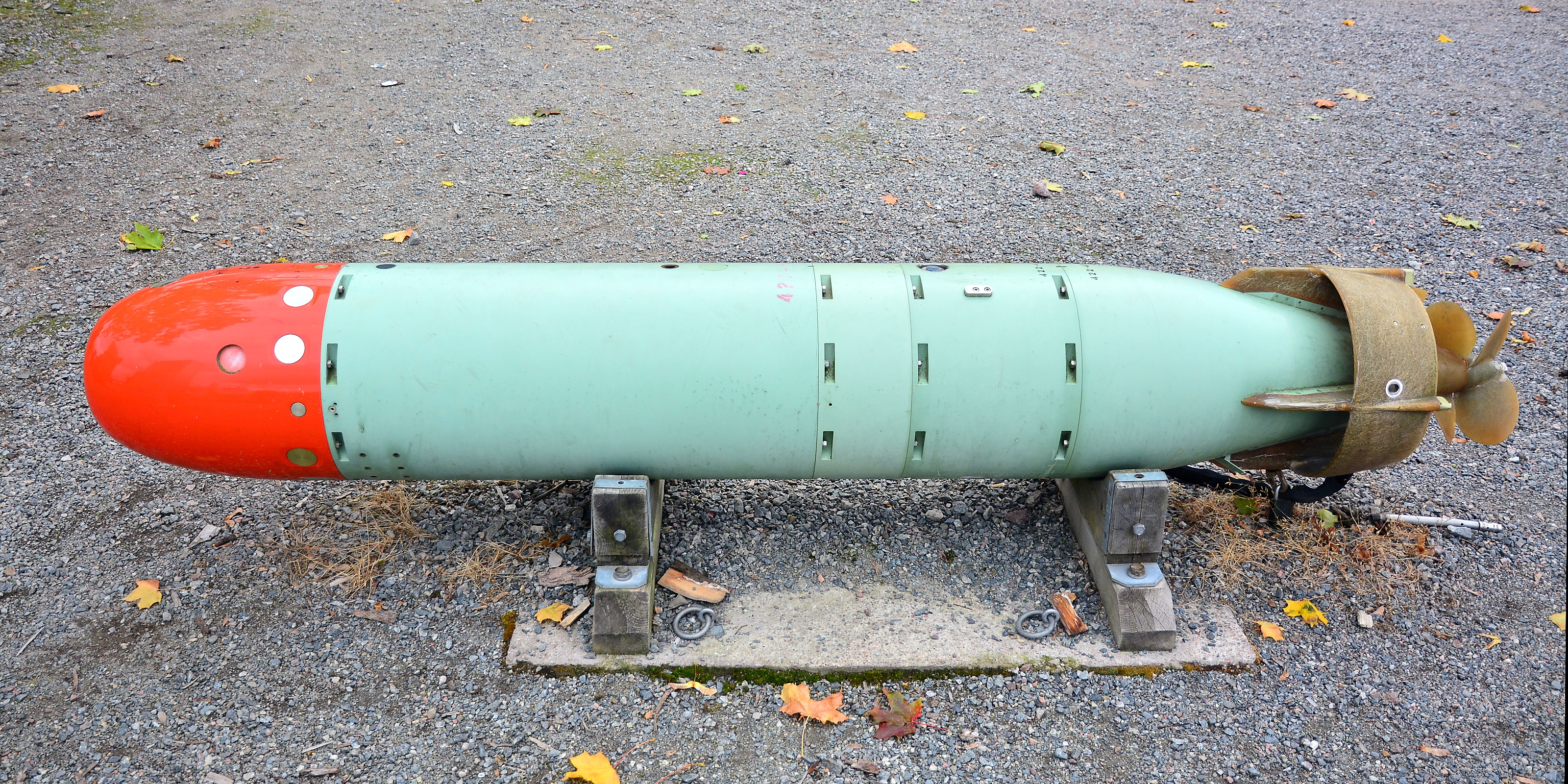
Tp 422

Pod koniec lat 60. do uzbrojenia szwedzkiej floty wprowadzono torpedę Tp 41. Była to torpeda elektryczna o nietypowym kalibrze 400 mm, przeznaczona do zwalczania okrętów podwodnych. W połowie lat 780. została ona zastąpiona torpedą Tp 42. Nowa torpeda zachowała kaliber 400 mm, ale dzięki modyfikacji układu naprowadzania była bronią uniwersalna, która mogła zwalczać zarówno cele podwodne (naprowadzanie aktywne) jak i nawodne (naprowadzanie pasywne). Torpeda mogła być naprowadzana na cel przewodowo z pokładu nosiciela lub naprowadzać się samodzielnie po zerwaniu kabla. Napęd zapewniał silnik elektryczny zasilany z akumulatora srebrowo-cynkowego.
Tp 42 była produkowana w różniących się układami naprowadzania wersjach Tp 421, Tp 422 i Tp 423 przeznaczonych dla floty szwedzkiej, oraz w eksportowej wersji Tp 427. Mogła być przenoszona przez okręty podwodne, nawodne, oraz śmigłowce.

## Dane taktyczno techniczne
- Długość: 2,44 m
- Masa: 251 kg
- Masa głowicy: 45 kg
- Zasięg: 10 km przy prędkości 25 w.